# Kwinana-Aluminiumoxidraffinerie
Koordinaten: 32° 11′ 28″ S, 115° 46′ 35″ O
Die Kwinana-Aluminiumoxid-Raffinerie befindet sich 22 Kilometer südlich von Perth im Industriegebiet von Kwinana. Sie ist eine von drei Raffinerien, die Alcoa of Australia in Western Australia betreibt. Nach Angaben von Alcoa werden in der Raffinerie 1000 Personen beschäftigt. Die Jahreserzeugung liegt bei 2 Mio. t Aluminiumoxid.

## Herstellung
Am Kwinana-Schiffsanleger werden jährlich etwa zwölf Schiffe mit Natronlauge abgefertigt, die die Kwinana-Raffinerie und Pinjarra-Aluminiumoxidraffinerie zur Herstellung von Aluminiumoxid nach dem Bayer-Verfahren benötigen. 115 Schiffsladungen mit Aluminiumoxid von Alcoa legen dort zu Aluminiumhütten ab.
Kwinana war die erste der drei Alcoa-Raffinerien, die offiziell im Juli 1963 eröffnet wurde. Am 22. Februar 1964 legte das erste Schiff mit einer Fracht von Aluminiumoxid zur Point-Henry-Aluminiumhütte und im März 1964 das erste Frachtschiff nach Japan ab. Für Alcoa ist die seit 45 Jahren aktive Raffinerie noch in einem optimalen technischen Zustand.
Alcoa weist darauf hin, dass die Jahresproduktion dieser Raffinerie beispielsweise ausreicht um 15.000 Boeing 747 oder ein Milliarde recycelbare Trinkbecher herzustellen.